# Blindwantsen
Blindwantsen (Miridae) zijn een zeer soortrijke familie binnen de suborde Cimicomorpha van de wantsen (Heteroptera) en behoren tot de insectenorde Hemiptera. Met tot nu toe meer dan 11.000 bekende soorten, tellen ze samen met de dwergcicaden (Cicadellidae) tot de enige familie van hemimetabolische insecten met meer dan 10.000 soorten en behoren ze tot de 20 grootste insectenfamilies. Er wordt aangenomen dat de familie in totaal bijna 20.000 soorten zou kunnen omvatten, vooral omdat veel onontdekte soorten nog steeds worden vermoed, vooral in het Neotropisch gebied, het Oriëntaals gebied en Australazië. In Europa worden ze vertegenwoordigd met ongeveer 1200 soorten en ondersoorten, in Midden-Europa zijn er ongeveer 400 soorten, waardoor de familie verreweg de meest soortenrijke groep is.

## Kenmerken
De blindwantsen zijn kleine tot middelgrote soorten met een lichaamslengte van twee tot 15 millimeter. Ze variëren erg in hun uiterlijk en in hun kleur. Veel leden van deze familie hebben een ovale, langwerpige lichaamsomtrek. Maar er zijn ook erg smalle, lange of korte en plompe vormen. Nog andere soorten, zoals Myrmecoris gracilis, lijken erg op mieren. In het lichaam overheersen de kleuren groenachtig en bruingeel als camouflagekleuren. Zwarte dieren komen ook veel voor (bijvoorbeeld geslacht Capsus). Opvallende geel-zwarte of rood-zwarte patronen komen minder vaak voor.
Blindwantsen hebben vierdelige antennes. De meeste soorten missen puntogen. Hun tarsi hebben drie segmenten. De voorvleugels (hemielytren), die kenmerkend zijn voor de insecten, zijn relatief zwak leerachtig. Voor het membraan (in sommige gevallen verminderd) bevindt zich een klein driehoekig veld (cuneus). Dit kenmerk onderscheidt de blindwantsen van de meeste andere families van wantsen. Het membraan heeft meestal twee en minder vaak één cel aan de basis. Vleugeldimorfisme bestaat bij sommige soorten.

## Leefwijze
Bijna alle blindwantsen zijn fytofaag, wat betekent dat ze zich voeden met plantensappen, die ze zuigen door de planten te doorboren met hun prikkende, zuigende mondgereedschap. De meeste zijn afhankelijk van een specifieke plantensoort of oligofaag op een smalle cirkel van planten. Maar er zijn ook uitgesproken polyfage soorten die niet erg kieskeurig zijn over hun waardplanten. Sommige anderen zijn op hun beurt uitsluitend roofzuchtig, sommige eten gemengd voedsel, de zogenaamde zoofytofagen. Ze beschermen zichzelf door middel van camouflage en onwelriekende afscheidingen. De soorten van de geslachten Pameridea en Setocoris die niet inheems zijn in Europa zijn speciaal aangepast aan het leven op vleesetende planten.

## Voortplanting
De vrouwtjes hebben een legschede waarmee ze hun eieren min of meer diep in zacht of houtachtig waardplantweefsel boren. De larven gaan door vijf larvenstadia, gescheiden door vervelling. De meeste Midden-Europese soorten overwinteren in het eistadium. Tijdens haar leven zet het vrouwtje zo'n 30 tot 100 eieren af in een voedselplant.

## Betekenis
Aan de ene kant kunnen sommige soorten als gewasplagen in de landbouw gezien worden omdat het zuigen aan planten er voor zorgt dat er misvormingen optreden of dat de planten of delen van de planten afsterven. Voor een aantal soorten wordt daarentegen hun geschiktheid als roofdieren van andere plantenplagen voor biologische gewasbescherming onderzocht.

## Verspreiding en leefgebied
Deze familie komt wereldwijd voor op bovengrondse delen van allerlei planten.

## Taxonomie
(Niet compleet)
De volgende taxa worden bij de familie ingedeeld:
- Onderfamilies :
  - Bryocorinae Baerensprung, 1860
  - Cylapinae Kirkaldy, 1903
  - Deraeocorinae Douglas & Scott, 1865
  - Isometopinae Fieber, 1860
  - Mirinae Hahn, 1833
  - Orthotylinae Van Duzee, 1916
  - Phylinae Douglas & Scott, 1865
  - Psallopinae Schuh, 1976

- Geslachten die niet onder een van de onderfamilies vallen:
  - Amulacoris Carvalho & China, 1959
  - Anirma Popov & Herczek, 1998
  - Anniessa Kirkaldy, 1903
  - Aporema Scudder, 1890
  - Auchus Distant, 1893
  - Bahiarmiris Carvalho, 1977
  - Brasiliocarnus Kerzhner & Schuh, 1995
  - Carmelinus Carvalho & Gomes, 1972
  - Carmelus Drake & Harris, 1932
  - Chaetophylidea Knight, 1968
  - Charitides Kerzhner, 1962
  - Colimacoris Schaffner & Carvalho, 1985
  - Cylapocerus Carvalho & Fontes, 1968
  - Duckecylapus Carvalho, 1982
  - Electroderaeous Taszakowski et al., 2023
  - Englemania Carvalho, 1985
  - Eurycipitia Reuter, 1905
  - Faliscomiris Kerzhner & Schuh, 1998

- - Fuscus Distant, 1884
  - Fushunimiris Hong, 2002
  - Guerrerocoris Carvalho & China, 1959
  - Harrisia Carvalho, 1983
  - Heterocoris Guérin-Ménéville in Sagra, 1857
  - Knightocoris Carvalho & China, 1951
  - Leonomiris Kerzhner & Schuh, 1998
  - Macrotyloides Van Duzee, 1916
  - Manaria Popov & Herczek, 1998
  - Merinocapsus Knight, 1968
  - Mircarvalhoia Kerzhner & Schuh, 1998
  - Montagneria Akingbohungbe, 1978
  - Muirmiris Carvalho, 1983
  - Myochroocoris Reuter, 1909
  - Nesosylphas Kirkaldy, 1908
  - Notolobus Reuter, 1908
  - Nymannus Distant, 1904
  - Paracoriscus Kerzhner & Schuh, 1998
  - Paraguayna Carvalho, 1986
  - Pseudobryocoris Distant, 1884
  - Pygophorisca Carvalho & Wallerstein, 1978
  - Rewafulvia Carvalho, 1972
  - Rhynacloa Reuter
  - Rondonisca Carvalho & Costa, 1994
  - Rondonoides Carvalho & Costa, 1994
  - Rondonotylus Carvalho & Costa, 1994
  - Spanogonicus Berg
  - Zoilus Distant, 1884

## In Nederland voorkomende soorten
- Genus: Acetropis
  - Acetropis carinata - (Gekielde graswants)
  - Acetropis gimmerthalii - (Streephalsgraswants)
- Genus: Adelphocoris
  - Adelphocoris lineolatus - (Luzernesierblindwants)
  - Adelphocoris quadripunctatus - (Vierpuntsierblindwants)
  - Adelphocoris seticornis - (Geelzoomsierblindwants)
  - Adelphocoris ticinensis - (Kattenstaartsierblindwants)
- Genus: Agnocoris
  - Agnocoris reclairei - (Bruine kortsprietwants)
  - Agnocoris rubicundus - (Valse bruine kortsprietwants)
- Genus: Alloeotomus
  - Alloeotomus germanicus - (Germaanse blindwants)
  - Alloeotomus gothicus - (Gotische blindwants)
- Genus: Amblytylus
  - Amblytylus albidus - (Buntgrasbreedneus)
  - Amblytylus brevicollis - (Vroege-haverbreedneus)
  - Amblytylus nasutus - (Grasbreedneus)
- Genus: Apolygus
  - Apolygus limbatus - (Rooddijschaduwwants)
  - Apolygus lucorum - (Groene schaduwwants)
  - Apolygus rhamnicola - (Sporkehoutschaduwwants)
  - Apolygus spinolae - (Lichtgroene schaduwwants)
- Genus: Asciodema
  - Asciodema obsoleta - (Withaarblindwants)
- Genus: Atomoscelis
  - Atomoscelis onusta
- Genus: Atractotomus
  - Atractotomus magnicornis - (Sparrensprietwants)
  - Atractotomus mali - (Appelsprietwants)
  - Atractotomus marcoi
  - Atractotomus parvulus - (Dennensprietwants)
- Genus: Blepharidopterus
  - Blepharidopterus angulatus - (Zwartknieblindwants)
  - Blepharidopterus chlorionis
  - Blepharidopterus diaphanus - (Glasblindwants)
- Genus: Bothynotus
  - Bothynotus pilosus - (Veenmosblindwants)
- Genus: Brachyarthrum
  - Brachyarthrum limitatum - (Ratelpopulierblindwants)
- Genus: Brachycoleus
  - Brachycoleus pilicornis - (Wolfsmelkblindwants)
- Genus: Brachynotocoris
  - Brachynotocoris puncticornis - (Bleekgerande blindwants)
- Genus: Bryocoris
  - Bryocoris pteridis - (Donkerkoppige varenblindwants)
- Genus: Calocoris
  - Calocoris affinis - (Groene prachtblindwants)
  - Calocoris roseomaculatus - (Roodgetekende prachtblindwants)
- Genus: Camptozygum
  - Camptozygum aequale - (Conifeerblindwants)
- Genus: Campylomma
  - Campylomma annulicorne - (Wilgenbleke blindwants)
  - Campylomma verbasci - (Toortsbleke blindwants)
- Genus: Campyloneura
  - Campyloneura virgula - (Bonte geelschild)
- Genus: Capsodes
  - Capsodes gothicus - (Rolklaverkortkopje)
  - Capsodes sulcatus - (Duinkortkopje)
- Genus: Capsus
  - Capsus ater - (Zwarte capsus)
  - Capsus pilifer - (Pijpenstrootjecapsus)
  - Capsus wagneri - (Struisrietcapsus)
- Genus: Charagochilus
  - Charagochilus gyllenhalii - (Gebogen blindwants)
- Genus: Chlamydatus
  - Chlamydatus evanescens - (Vetkruidmantelwants)
  - Chlamydatus pulicarius - (Vlomantelwants)
  - Chlamydatus pullus - (Kruidenmantelwants)
  - Chlamydatus saltitans - (Kortvleugelmantelwants)
- Genus: Closterotomus
  - Closterotomus biclavatus - (Bosbesprachtblindwants)
  - Closterotomus fulvomaculatus - (Bruine prachtblindwants)
  - Closterotomus norwegicus - (Aardappelprachtblindwants)
  - Closterotomus trivialis - (Mediterrane prachtblindwants)
- Genus: Compsidolon
  - Compsidolon salicellum - (Mijtenblindwants)
- Genus: Conostethus
  - Conostethus griseus - (Grijze kegelblindwants)
  - Conostethus roseus - (Roze kegelblindwants)
  - Conostethus venustus - (Sierlijke kegelblindwants)
- Genus: Cremnocephalus
  - Cremnocephalus albolineatus - (Witbandwants)
- Genus: Criocoris
  - Criocoris crassicornis - (Gewone walstroramshoorn)
  - Criocoris sulcicornis - (Geel-walstroramshoorn)
- Genus: Cyllecoris
  - Cyllecoris histrionius - (Kleurige eikenblindwants)
- Genus: Cyrtorhinus
  - Cyrtorhinus caricis - (Zwartstreepblindwants)
- Genus: Deraeocoris
  - Deraeocoris annulipes - (Lorkhalsbandwants)
  - Deraeocoris cordiger - (Geel-zwarte halsbandwants)
  - Deraeocoris flavilinea - (Esdoornhalsbandwants)
  - Deraeocoris lutescens - (Loofboomhalsbandwants)
  - Deraeocoris olivaceus - (Rooshalsbandwants)
  - Deraeocoris punctulatus - (Gespikkelde halsbandwants)
  - Deraeocoris ruber - (Rode halsbandwants)
  - Deraeocoris scutellaris - (Zwarte halsbandwants)
  - Deraeocoris trifasciatus - (Rood-zwarte halsbandwants)
- Genus: Dichrooscytus
  - Dichrooscytus gustavi - (Jeneverbesroodwants)
  - Dichrooscytus intermedius - (Sparrenroodwants)
  - Dichrooscytus rufipennis - (Dennenroodwants)
- Genus: Dicyphus
  - Dicyphus annulatus - (Stalkruidbochelwants)
  - Dicyphus bolivari
  - Dicyphus constrictus - (Schaduwbochelwants)
  - Dicyphus epilobii - (Harig-wilgenroosjebochelwants)
  - Dicyphus errans - (Zwervende bochelwants)
  - Dicyphus escalerae - (Leeuwenbekbochelwants)
  - Dicyphus globulifer - (Koekoeksbloembochelwants)
  - Dicyphus pallicornis - (Vingerhoedskruidbochelwants)
  - Dicyphus pallidus - (Bosandoornbochelwants)
- Genus: Dryophilocoris
  - Dryophilocoris flavoquadrimaculatus - (Gele viervlekwants)
- Genus: Europiella
  - Europiella alpina - (Muntblindwants)
  - Europiella artemisiae - (Bijvoetblindwants)
  - Europiella decolor - (Zeealsemblindwants)
- Genus: Fieberocapsus
  - Fieberocapsus flaveolus - (Bladluiswants)
- Genus: Globiceps
  - Globiceps flavomaculatus - (Viervlekbolkopwants)
  - Globiceps fulvicollis - (Valse viervlekbolkopwants)
  - Globiceps sphaegiformis - (Vierstreepbolkopwants)
- Genus: Grypocoris
  - Grypocoris sexguttatus - (Zesvlekprachtblindwants)
- Genus: Hadrodemus
  - Hadrodemus m-flavum - (Veldsalieblindwants)
- Genus: Hallodapus
  - Hallodapus rufescens - (Viervlekwants)
- Genus: Halticus
  - Halticus apterus - (Zwartkopvlowants)
  - Halticus luteicollis - (Geelkopvlowants)
  - Halticus saltator - (Bruinkopvlowants)
- Genus: Harpocera
  - Harpocera thoracica - (Voorjaarseikenblindwants)
- Genus: Heterocordylus
  - Heterocordylus genistae - (Zwarte bremblindwants)
  - Heterocordylus leptocerus - (Valse zwarte bremblindwants)
  - Heterocordylus tibialis - (Bruinscheenbremblindwants)
  - Heterocordylus tumidicornis - (Sleedoornblindwants)
- Genus: Heterotoma
  - Heterotoma planicornis - (Slanke diksprietblindwants)
- Genus: Hoplomachus
  - Hoplomachus thunbergii - (Muizenoorblindwants)
- Genus: Hypseloecus
  - Hypseloecus visci - (Maretakblindwants)
- Genus: Isometopus
  - Isometopus intrusus - (Appelschorsblindwants)
- Genus: Leptopterna
  - Leptopterna dolabrata - (Grote bonte graswants)
  - Leptopterna ferrugata - (Kleine bonte graswants)
- Genus: Liocoris
  - Liocoris tripustulatus - (Brandnetelblindwants)
- Genus: Lopus
  - Lopus decolor - (Albinoblindwants)
- Genus: Lygocoris
  - Lygocoris minor - (Kruipwilgschaduwwants)
  - Lygocoris pabulinus - (Groene appelschaduwwants)
  - Lygocoris rugicollis - (Groene wilgenschaduwwants)
- Genus: Lygus
  - Lygus gemellatus - (Alsemschaduwwants)
  - Lygus maritimus - (Kustschaduwwants)
  - Lygus pratensis - (Weideschaduwwants)
  - Lygus rugulipennis - (Behaarde schaduwwants)
  - Lygus wagneri - (Wagners schaduwwants)
- Genus: Macrolophus
  - Macrolophus pygmaeus - (Bosandoornblindwants)
  - Macrolophus rubi - (Braamblindwants)
- Genus: Macrotylus
  - Macrotylus paykullii - (Stalkruiddikneus)
  - Macrotylus solitarius - (Bosandoorndikneus)
- Genus: Malacocoris
  - Malacocoris chlorizans - (Groenstippelblindwants)
- Genus: Mecomma
  - Mecomma ambulans - (Zwartkopbosrandwants)
- Genus: Megacoelum
  - Megacoelum beckeri - (Dennenlangpootblindwants)
  - Megacoelum infusum - (Eikenlangpootblindwants)
- Genus: Megaloceroea
  - Megaloceroea recticornis - (Langsprietgraswants)
- Genus: Megalocoleus
  - Megalocoleus molliculus - (Duizendbladblindwants)
  - Megalocoleus tanaceti - (Boerenwormkruidblindwants)
- Genus: Mermitelocerus
  - Mermitelocerus schmidtii - (Essenprachtblindwants)
- Genus: Miridius
  - Miridius quadrivirgatus - (Vierstreepblindwants)
- Genus: Miris
  - Miris striatus - (Geribde prachtblindwants)
- Genus: Monalocoris
  - Monalocoris filicis - (Lichtkoppige varenblindwants)
- Genus: Monosynamma
  - Monosynamma bohemanni - (Bohemanns wilgenblindwants)
  - Monosynamma maritimum - (Moeraswilgenblindwants)
  - Monosynamma sabulicola - (Zandwilgenblindwants)
- Genus: Myrmecoris
  - Myrmecoris gracilis - (Roofmierblindwants)
- Genus: Neolygus
  - Neolygus contaminatus - (Berkenschaduwwants)
  - Neolygus populi - (Populierenschaduwwants)
  - Neolygus viridis - (Lindeschaduwwants)
- Genus: Nesidiocoris
  - Nesidiocoris tenuis
- Genus: Notostira
  - Notostira elongata - (Bruine graswants)
- Genus: Oncotylus
  - Oncotylus punctipes - (Boerenwormkruidkromneus)
  - Oncotylus viridiflavus - (Knoopkruidkromneus)
- Genus: Orthocephalus
  - Orthocephalus coriaceus - (Zwartscheenspringwants)
  - Orthocephalus saltator - (Bruinscheenspringwants)
- Genus: Orthonotus
  - Orthonotus rufifrons - (Zwarte netelblindwants)
- Genus: Orthops
  - Orthops basalis - (Variabele dwergschaduwwants)
  - Orthops campestris - (Groene dwergschaduwwants)
  - Orthops kalmii - (Kalms dwergschaduwwants)
- Genus: Orthotylus
  - Orthotylus adenocarpi - (Blauwgroene bremsteilneus)
  - Orthotylus bilineatus - (Ratelpopuliersteilneus)
  - Orthotylus caprai - (Cipressteilneus)
  - Orthotylus concolor - (Lichtgroene bremsteilneus)
  - Orthotylus ericetorum - (Heidesteilneus)
  - Orthotylus flavinervis - (Elzensteilneus)
  - Orthotylus flavosparsus - (Amarantensteilneus)
  - Orthotylus fuscescens - (Dennensteilneus)
  - Orthotylus junipericola
  - Orthotylus marginalis - (Wilgensteilneus)
  - Orthotylus moncreaffi - (Zoutmeldesteilneus)
  - Orthotylus nassatus - (Loofboomsteilneus)
  - Orthotylus ochrotrichus - (Atlantische steilneus)
  - Orthotylus prasinus - (Hazelaarsteilneus)
  - Orthotylus rubidus - (Zeekraalsteilneus)
  - Orthotylus tenellus - (Eikensteilneus)
  - Orthotylus virens - (Laurierwilgsteilneus)
  - Orthotylus virescens - (Donkergroene bremsteilneus)
  - Orthotylus viridinervis - (Iepensteilneus)
- Genus: Pachytomella
  - Pachytomella parallela - (Zwarte grondblindwants)
- Genus: Pantilius
  - Pantilius tunicatus - (Stippelblindwants)
- Genus: Phoenicocoris
  - Phoenicocoris dissimilis - (Zilversparblindwants)
  - Phoenicocoris modestus - (Grove-denblindwants)
  - Phoenicocoris obscurellus - (Donkere dennenblindwants)
- Genus: Phylus
  - Phylus coryli - (Hazelaarbleekpoot)
  - Phylus melanocephalus - (Eikenbleekpoot)
- Genus: Phytocoris
  - Phytocoris dimidiatus - (Boomgaardspillebeen)
  - Phytocoris insignis - (Heidespillebeen)
  - Phytocoris intricatus - (Sparrenspillebeen)
  - Phytocoris longipennis - (Marmerspillebeen)
  - Phytocoris nowickyi - (Nowickys spillebeen)
  - Phytocoris pini - (Dennenspillebeen)
  - Phytocoris populi - (Populierenspillebeen)
  - Phytocoris reuteri - (Reuters spillebeen)
  - Phytocoris tiliae - (Lindespillebeen)
  - Phytocoris ulmi - (Meidoornspillebeen)
  - Phytocoris varipes - (Kruidenspillebeen)
- Genus: [Pilophorus (wants)[Pilophorus]]
  - Pilophorus cinnamopterus - (Dennenmierwants)
  - Pilophorus clavatus - (Donkerbruine mierwants)
  - Pilophorus confusus - (Wilgenmierwants)
  - Pilophorus perplexus - (Gewone mierwants)
  - Pilophorus simulans - (Schaarse mierwants)
- Genus: Pinalitus
  - Pinalitus atomarius - (Zwartkopsparrenboswants)
  - Pinalitus cervinus - (Lindeboswants)
  - Pinalitus rubricatus - (Sparrenboswants)
  - Pinalitus viscicola - (Maretakboswants)
- Genus: Pithanus
  - Pithanus maerkelii - (Miergraswants)
- Genus: Plagiognathus
  - Plagiognathus arbustorum - (Streepdijblindwants)
  - Plagiognathus chrysanthemi - (Composietenblindwants)
  - Plagiognathus fulvipennis - (Slangenkruidblindwants)
  - Plagiognathus vitellinus - (Naaldboomblindwants)
- Genus: Plesiodema
  - Plesiodema pinetella - (Glanzende dennenblindwants)
- Genus: Polymerus
  - Polymerus holosericeus - (Zijdewalstrowants)
  - Polymerus nigrita - (Zwarte walstrowants)
  - Polymerus palustris - (Witvlekwalstrowants)
  - Polymerus unifasciatus - (Geel-zwarte walstrowants)
  - Polymerus vulneratus - (Lichte walstrowants)
- Genus: Psallus
  - Psallus aethiops - (Zwarte wilgendonswants)
  - Psallus albicinctus - (Eikenkroondonswants)
  - Psallus ambiguus - (Loofdonswants)
  - Psallus assimilis - (Spaanse-aakdonswants)
  - Psallus betuleti - (Berkendonswants)
  - Psallus confusus - (Oranje eikendonswants)
  - Psallus falleni - (Rode berkendonswants)
  - Psallus flavellus - (Oranje essendonswants)
  - Psallus haematodes - (Wilgendonswants)
  - Psallus lepidus - (Donkere essendonswants)
  - Psallus luridus - (Lorkdonswants)
  - Psallus mollis - (Tweelingoranje eikendonswants)
  - Psallus montanus - (Tweelingberkendonswants)
  - Psallus perrisi - (Donkere eikendonswants)
  - Psallus pseudoplatani - (Esdoorndonswants)
  - Psallus punctulatus - (Gestippelde eikendonswants)
  - Psallus quercus - (Bruine eikendonswants)
  - Psallus salicis - (Elzendonswants)
  - Psallus variabilis - (Variabele eikendonswants)
  - Psallus varians - (Bonte eikendonswants)
  - Psallus wagneri - (Wagners eikendonswants)
- Genus: Pseudoloxops
  - Pseudoloxops coccineus - (Oranjeroodgevlekte esblindwants)
- Genus: Reuteria
  - Reuteria marqueti - (Groenblauwgevlekte blindwants)
- Genus: Rhabdomiris
  - Rhabdomiris striatellus - (Gestreepte eikenblindwants)
- Genus: Salicarus
  - Salicarus roseri - (Schietwilgblindwants)
- Genus: Stenodema
  - Stenodema calcarata - (Tweedoornsmallijf)
  - Stenodema holsata - (Brede smallijf)
  - Stenodema laevigata - (Gewone smallijf)
  - Stenodema trispinosa - (Driedoornsmallijf)
  - Stenodema virens - (Roodsprietsmallijf)
- Genus: Stenotus
  - Stenotus binotatus - (Grasbloemwants)
- Genus: Sthenarus
  - Sthenarus rotermundi - (Populierenblindwants)
- Genus: Strongylocoris
  - Strongylocoris luridus - (Gele klokjeswants)
  - Strongylocoris steganoides - (Zwarte klokjeswants)
- Genus: Systellonotus
  - Systellonotus triguttatus - (Zesvlekwants)
- Genus: Teratocoris
  - Teratocoris antennatus - (Heengraswants)
  - Teratocoris paludum - (Moerasgraswants)
  - Teratocoris saundersi - (Saunders graswants)
- Genus: Trigonotylus
  - Trigonotylus caelestialium - (Rijstwigkop)
  - Trigonotylus psammaecolor - (Biestarwewigkop)
  - Trigonotylus pulchellus - (Prachtwigkop)
  - Trigonotylus ruficornis - (Roodsprietwigkop)
- Genus: Tropidosteptes
  - Tropidosteptes pacificus - (Pacifische essenblindwants)
- Genus: Tupiocoris
  - Tupiocoris rhododendri - (Rododendronblindwants)
- Genus: Tuponia
  - Tuponia brevirostris - (Kortsnuittamariskwants)
  - Tuponia hippophaes - (Langsnuittamariskwants)
  - Tuponia mixticolor - (Gekleurde tamariskwants)
- Genus: Tytthus
  - Tytthus pubescens - (Harige cicadeblindwants)
  - Tytthus pygmaeus - (Dwergcicadeblindwants)